# 五稜鏡

五稜鏡。

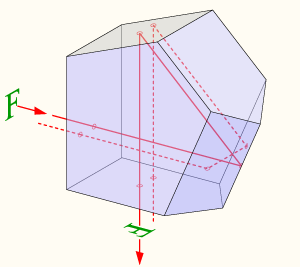
屋頂型五稜鏡，虛線的光束顯示影像如何由屋頂部分側向地翻轉。

五稜鏡（英語：pentaprism），也称五角棱镜，是有五個反射面的光學稜鏡，可以將入射的光線偏轉90°。進入的光線在稜鏡裡面反射兩次，使方向改變90°，不但不會倒置，也不會改變影像的偏手性，普通的直角稜鏡則會倒置影像與改變偏手性。
在稜鏡內部的反射不是全反射造成的，因為入射光線在反射時的角度小於臨界角，也就是全反射的最小角度，所以兩個反射面都要鍍成反射鏡面；入射與出射的面則要鍍上防反射膜以減少反射。第五個面雖然沒有用到，但與兩個反射面的夾角都是鈍角（大於直角的內角）。

## 屋頂型五稜鏡
五稜鏡的變型是屋頂型五稜鏡，通常使用在單反相機內。在這種情況下，因為透鏡聚焦後投映在機身上的影像會旋轉180°，所以在焦點後由平面鏡反射至五稜鏡的光束還需要改變影像方向的左右關係，經由替換其中一個反射面成為屋頂型的反射面可以完成這項改變。替換的屋頂型稜鏡的二個表面互相垂直成90°交會，會改變影像的偏手性。

## 在測量中的五稜鏡
在測量中，一個雙五棱鏡（兩個五棱鏡頂對頂結合在一起）和一個鉛垂線用來標出正確的角度。例如，用在建築工地上。

## 參看
- 五面镜